# Церковь Вознесения Господня (Великий Бор)
Церковь Вознесения Господня — недействующий православный храм в селе Великий Бор Гордеевского района Брянской области.

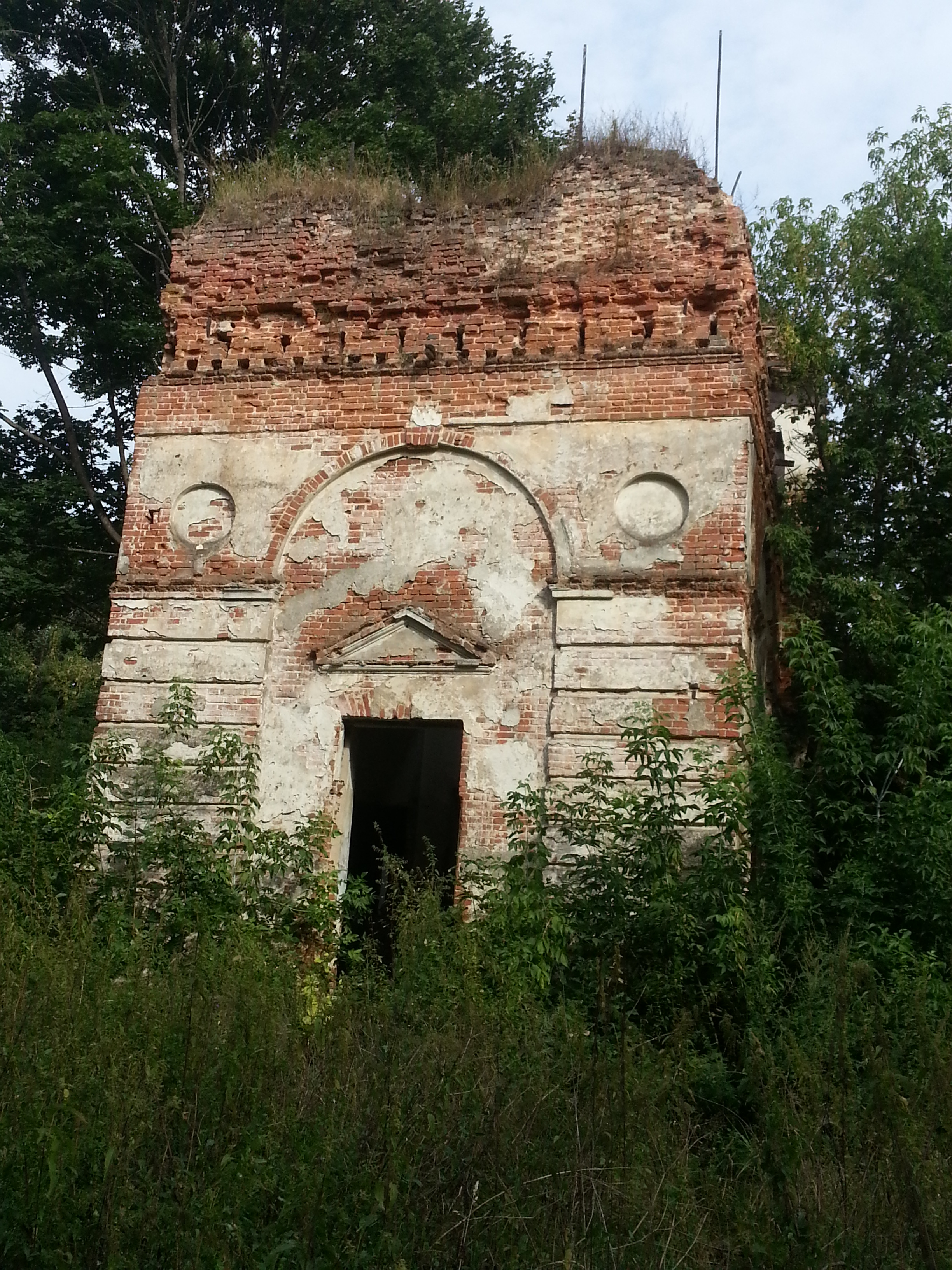
Вход в храм.

Церковь расположена в самом высоком месте села Великий Бор на холме на окраине села. Храм не действует и нуждается в реставрации. Однако восстановление объекта культурного наследия представляется маловероятным в связи с практически полным отсутствием населения в селе Великий Бор и окружающих деревнях, что является прямым следствие аварии на Чернобыльской АЭС, последствиями которой стал массовый отток местного населения в результате радиоактивного заражения окружающей территории.
Церковь Вознесения Господня была построена в 1809 на средства и по заказу графа Александра Андреевича Безбородко.
К настоящему времени некоторые архитектурные элементы церкви утрачены (боковые портики, верх колокольни, элементы внутренней отделки).